# Tadornini
Tadornini – plemię ptaków z podrodziny kaczek (Anatinae) w obrębie rodziny kaczkowatych (Anatidae). W polskim nazewnictwie zwyczajowym dla tego taksonu stosuje się nazwę kazarki.

## Występowanie
Plemię obejmuje gatunki wodne, zamieszkujące wszystkie kontynenty poza Antarktydą.

## Charakterystyka
Ptaki te charakteryzują się następującymi cechami:
- długość ciała 45–80 cm i masa 500–4500 g
- samiec i samica upierzone jednakowo lub z tylko małymi różnicami
- stosunkowo długie nogi zapewniają sprawny chód
- zamieszkują zarówno wody śródlądowe, jak i morskie wybrzeża
- w pożywieniu przeważają rośliny, pokarm zdobywa zarówno na lądzie, jak i w wodzie
- gniazdo na ziemi, zazwyczaj w dziupli lub norze
- pisklętami opiekują się oboje rodzice.

## Systematyka
Do plemienia należą następujące rodzaje:
- Oressochen Bannister, 1870
- Chloephaga Eyton, 1838
- Radjah Reichenbach, 1853 – jedynym przedstawicielem jest Radjah radjah (Garnot & Lesson, 1828) – kazarka nadobna.
- Alopochen Stejneger, 1885
- Tadorna Boie, 1822